# Windsor Place (Missouri)
Windsor Place est un village du comté de Cooper, dans le Missouri, aux États-Unis,. Il est incorporé en 2006.

## Démographie
Lors du recensement de 2010, le village comptait une population de 309 habitants. Elle est estimée, en 2016, à 334 habitants.

## Source de la traduction
- (en) Cet article est partiellement ou en totalité issu de l’article de Wikipédia en anglais intitulé « Windsor Place, Missouri » (voir la liste des auteurs).